# 蔡牵
蔡牵（1761年—1809年，臺羅: Tshuà Khian）， 一作蔡騫，為清朝乾隆嘉慶年間的海賊領袖、福建泉州同安出身的閩南人，活躍並稱霸於台灣海峽，受眾人尊稱為「大出海」。後來於滬尾（今臺灣新北市淡水區）建立政權，年號光明，称鎮海王，持有「光明正大」玉璽，置军师、将军、先锋等官。建政後長期與清軍交戰，然先盛後衰，最終在與清將王得祿、邱良功的一場海戰中徹底敗陣，以自己的火炮炸船自殺。
蔡牽對當時華南與台灣社會具有重大影響力，許多地方土豪、世族都向他繳交保護費，保持密切關係，例如艋舺的張得寶、清水的蔡源順、臺南府城的林朝英、金門的黃俊以及鼓浪嶼的黃旭齋（黃勗齋）等地方首富皆持有蔡牽給予的通行憑證，或者是署名蔡牽的「媽祖令牌」，或者黃色「免劫令旗」，頗具有統治者諭令的意味。

## 生平

### 早年
家境貧寒，父母早逝，蔡牽自幼便自食其力，以「彈棉被」（把棉被的棉花彈鬆、修復）及修補漁網勉強餬口。乾隆五十九年（1794年），其因饑荒犯法而亡命入海，成為一名海盜。當時閩浙海域的鳳尾與水澳兩幫海盜，以及安南的艇匪等相繼瓦解消亡，蔡牽靠著重整這批殘餘勢力而迅速崛起。嘉慶二年（1797年），蔡牽已成為統領百艘船艦和兩萬餘人的海上霸主，眾人尊稱他為「大出海」。他所領導的艦隊馳騁於閩浙及兩廣的沿海洋面，劫船越貨、限制航道、收取「出洋稅」，與香港的張保仔相互支援呼應。

### 攻台
嘉庆七年（1802年），蔡牵率船队攻厦门海口的大、小担山登岸夺炮。嘉庆九年（1804年）蔡牵的艦隊抵達臺南鹿耳门，在浮鹰洋面破温州镇水师。
后浙江提督李長庚率兵镇压，在定海洋面击败蔡牵。次年（1805年）蔡牵自称「镇海王」，船队驶入凤山（今高雄市鳳山區），包围。嘉庆十二年冬十二月（1807年）李長庚与福建水师提督张见陞在廣東黑水外洋合击蔡牵，蔡牵在只剩大船三艘的情况下于船尾发炮、開槍，李因咽喉中彈不治身亡。

### 敗亡
嘉庆十四年（1809年）李長庚部将王得祿、邱良功分接任福建、浙江提督，合兵围攻蔡牵于浙江台州渔山外洋，血戰一晝夜，蔡牽之妻也是海盜，能督造炮彈。蔡牽彈丸射盡竟以銀元為彈。次日寡不敌众，开炮自炸座船，与妻小及部众250余人沉海而死（一說蔡牽自摟金錨投海自盡），餘眾四千人降服。

## 典故
台語俗諺「較橫逆蔡牽」「較野蔡牽」，直譯為比蔡牽還凶暴，用以形容人凶暴不講理。

## 註解
1. 1 2  .   [2015-01-14]. （原始内容存档于2016-03-04）.
2. ↑  鹿港意樓的再生 - 國史館臺灣文獻館 的存檔，存档日期2016-09-27.
3. ↑   (PDF).   [2015-01-14]. （原始内容存档 (PDF)于2020-09-30）.
4. ↑  據說蔡自言：「不怕千萬兵，只怕李長庚」
5. ↑  張師誠《殲除海洋積年首逆蔡牽摺》該匪因不得鉛丸接濟，以番銀作為砲彈點放。